# Upstart
Upstart é um substituto do daemon init do Linux desenvolvido pela Canonical Ltd. e orientado para eventos. Foi criado para o Ubuntu em 2006 e adotado por várias outras distribuições ao longo dos anos; entretanto, deixou de ser adotado no próprio Ubuntu após a decisão de adotar o systemd no Debian.

## Características
O Upstart opera assincronamente; ele controla a execução das tarefas e serviços durante o boot e a parada deles durante o desligamento, além de supervisioná-los enquanto o sistema está em execução.
As metas do projeto eram compatibilidade total e fácil transição a partir do antigo init System V, por isso o Upstart pode executar scripts do antigo init sem modificação. Isto o diferencia das outras implementações substitutas do init como systemd e OpenRC que requerem transições completas e não suportam ambientes mistos com os métodos de início tradicionais e novos.
Também permite extensões para seu modelo orientado a eventos através do initctl para a entrada de eventos personalizados ou pontes para eventos a fim de integrar eventos mais complexos. Por padrão, Upstart inclui pontes para eventos em soquetes, dbus, udev, arquivos e dconf.